# Il était une fois une guerre
Il était une fois une guerre (Once There Was a War) publié en 1958 (OCLC 869419050), est un recueil d'articles écrits par John Steinbeck alors qu'il agissait en tant que correspondant de guerre pour le New York Herald Tribune entre juin et décembre 1943. Ces écrits sont des témoignages de faits réels.

## Contenu
Les articles en question incluent des descriptions très concrètes de la réalité du front de la Seconde Guerre mondiale. Entre autres choses, il raconte la libération d'une petite ville sicilienne, la vie sur un navire transporteur de troupes, comment un détachement de soldats américains avait réussi à amener une garnison allemande à abandonner Ventotene, ou encore le mal du pays profond qu'enduraient les soldats – à tel point qu'ils essayaient de faire pousser des légumes indigènes à leur région sur le sol anglais où ils étaient mobilisés.
Steinbeck ne fit pas de rapport au sens strict du terme comme il le dit lui-même : il n'a pas décrit les batailles, ni interviewé les chefs militaires ou politiques. Comme en convient Steinbeck, il n'a fait qu'écrire à propos de ce que les gens ordinaires vécurent, ceux qui n'étaient pas impliqués dans le combat à proprement parler, tous ceux qui exécutèrent la tâche peu glamour mais pourtant vitale de soutenir l'économie à l'arrière du front pour, seulement indirectement, aider aux forces armées.
Dans l'introduction, l'auteur confesse que son rôle d'observateur de la guerre ne lui plut guère car il le mit dans une position inconfortable du fait que lui pouvait rentrer chez lui lorsqu'il le désirait alors que les factionnaires qui l'entouraient non. Pour cette raison, il explique : « Je n'ai jamais accepté de voir quoi que ce soit par moi-même, mais toujours fait raconter mes histoires par un autre. » On ne peut donc déterminer quelle proportion de ses écrits fut réellement vue de ses yeux à lui.
Par exemple, lorsqu'il décrit une bataille navale entre les torpilleurs américains et anglais faisant feu contre les forces allemandes, tout y est calibré et précis, et pourtant, Steinbeck ne dit nulle part qu'il y était présent, malgré l'insertion de détails et de dialogues convaincants. En outre, dans « Voyages avec Charley », il mentionne une casquette d'officier naval « que lui aurait donné le capitaine d'un torpilleur anglais, un aimable gentleman et meurtrier », ce qui sous-entend que Steinbeck aurait bel et bien observé la scène de près.